# Teenagers (historieta)
Teenagers es una historieta argentina del género romántico creada por el guionista Armando Fernández, que firmaba bajo el seudónimo femenino de Virginia Lang, e ilustrada por la artista Laura Gulino que se publicó originalmente dentro del álbum Intervalo de Editorial Columba a partir de septiembre de 1993. Fernández basó sus guiones en los relatos de las experiencias de vida de una de sus hijas adolescentes, Rocío Virginia Fernández, pese a que el personaje de la serie se apellidaba Ballesteros.

## Idea y trayectoria editorial
El jefe de arte de editorial Columba Antonio Presa convocó a Armando Fernández para escribir guiones dentro de la revista Intervalo, incursionando en el género romántico. Fernández se desempeñaba con un estilo narrativo más ligado al género bélico, la aventura y la acción. Luego de entregar unos 50 guiones, el mismo Presa le advirtió que estaba firmando demasiado con su nombre real y que se buscase un seudónimo femenino. Fernández optó entonces por el pseudónimo de Virginia Lang que provenía de la composición del nombre de una de sus hijas con el apellido del maestro del cine alemán a quien Fernández admiraba, Fritz Lang.
En una conversación en la que la dibujante Laura Gulinoe le manifestó a Fernández la incipiente posibilidad de perder el trabajo como ilustradora dentro de la editorial, él le prometió crear una historieta exclusivamente para que fuera ilustrada por ella.  Rocío Virginia Fernández, una de las hijas del guionista, que por ese entonces contaba con 14 años, propuso a su padre que basara los argumentos en las vivencias diarias de ella como adolescente, y así surgió el personaje de Rocío Ballesteros y la serie Teenagers.
Gulino se encargaría de las ilustraciones utilizando un trazo moderno y a la vez clásico.  El primer episodio de la serie fue publicado en el álbum Intervalo Súper Anual # 46 en septiembre de 1993 con el título del episodio "Niña-mujer"  convirtiéndose en una exitosa serie romántica y al mismo tiempo en una de las obras más populares de Laura Gulino.

## Argumento
La línea narrativa de Teenagers transcurre en torno a la vida de Rocío Ballesteros, una joven de 16 años que vive con su familia integrada por sus padres, el señor Ballesteros, un hombre de negocios, y la señora Susana Páez Ballesteros, un ama de casa, y un hermano, Lucas Ballesteros, con quien tiene una rivalidad natural. La familia está establecida en una elegante casa de estilo chalet en el barrio porteño de Parque Patricios.
Rocío sueña con ser diseñadora de moda y la mayoría de sus relaciones amistosas y sentimentales que se suceden al comienzo de la serie, se dan  en el ámbito del colegio privado al que concurre y en sus salidas vacacionales. A lo largo de la serie, a medida que los protagonistas van creciendo, las situaciones se van tornando más complejas y dramáticas variando en estilo narrativo desde la comedia adolescente al drama. Posteriormente, habiendo cumplido Rocío la protagonista 22 años, ella misma no se considera ya una teenager, comienza a trabajar como diseñadora y planea casarse  viajar a París. La historia da un vuelco entonces hacia su hermano menor Lucas pasando él a ser uno de los protagonistas principales.
La serie está ambientada en la sociedad argentina de comienzos de los años 90 con sus correspondientes costumbres sociales, y hay abundantes menciones de lugares y artistas de moda del momento, como la casa de comida rápida Pumper Nic, y conjuntos musicales como Guns N' Roses y Bon Jovi.